# Debbie Green
Deborah "Debbie" Green-Vargas, född Green 25 juni 1958 i Seoul i Sydkorea, är en amerikansk före detta volleybollspelare.
Hon blev olympisk silvermedaljör i volleyboll vid sommarspelen 1984 i Los Angeles.